# Sant Mamet de Riumors
Sant Mamet de Riumors és una església del municipi de Riumors (Alt Empordà) inclosa en l'Inventari del Patrimoni Arquitectònic de Catalunya.

## Descripció
Edifici aïllat que es troba a l'entrada del poble, des de la carretera de Fortià. És una església de planta rectangular amb una sola nau. A la façana hi ha la portalada, rectangular, amb una fornícula sobre la llinda, amb la imatge de la Verge Maria i el nen Jesús. Més amunt hi ha un petit rosetó i a sobre d'aquest una petita finestra. La testera de la façana està de corada amb unes corbes, coronades al punt més alt amb una creu. La torre campanar és de planta quadrada, però el cos superior és octogonal, amb quatre arcades de mig punt, i que acaba amb una terrassa coronada per unes pilastres inclinades que s'ajunten a la part alta. A l'altre costat de la façana s'havia projectat un altre campanar semblant, que mai es va arribar a fer però del que es conserva el cos inferior, quadrat. A la façana lateral esquerra veiem una porta rectangular tapiada, i una finestra sota la teulada. A l'altra façana lateral trobem dues finestres en arc de mig punt i a sobre d'aquestes dues peties finestres.
L'interior del temple està encalcinat i arrebossat, als murs laterals hi ha altars laterals, imbuïts. L'espai del presbiteri queda delimitat pels esglaons que el separen de la nau i pel fet de no obrir-s'hi capelles laterals.

## Història
L'actual edifici del temple de Sant Mamet de Riumors va ser bastit els segles XV-XVI, encara que hi ha documentació de l'existència d'una església des del segle xi. Aquesta construcció romànica segurament devia quedar molt malmesa durant els aiguats del 1421. Per a la nova construcció es van aprofitar els materials procedents de l'anterior església. Del segle xviii data la portada, segons consta a la inscripció del 1770 que figura a la llinda.